# 崔石満
崔 石満（さい せきまん、チェ・ソクマン、1932年 -）は、北朝鮮による韓国人拉致被害者。ソウル特別市城北区出身。大韓航空機YS-11ハイジャック事件のときの副操縦士。

## ハイジャックと拉致
1969年12月11日、北朝鮮工作員の趙昶煕（当時42歳）が大韓航空機YS-11ハイジャック事件を起こし、乗員乗客を平壌に連行した。その後、1970年2月14日、搭乗者のうち乗客39人（男性32人、女性7人）を板門店経由で送還したが、乗務員4名と乗客7名の計11人が未帰還のまま拉致された。拉致されたのは、以下の11名。
- 機長: ユ・ビョンハ（38歳）
- 副操縦士: チェ・ソクマン (37歳)
- 乗務員: チョン・ギョンスク (24歳)
- 乗務員: ソン・ギョンフィ (23歳)
- 乗客（印刷所）: イ・ドンギ (49歳)
- 乗客（アナウンサー）: ファン・ウォン (32歳)
- 乗客（記者）: キム・ボンジュ (27歳)
- 乗客（病院長）: チェ・ホンドク (37歳)
- 乗客（会社員）: イム・チョルス (49歳)
- 乗客（飲食業）: チャン・ギヨン (40歳)
- 乗客（韓国スレート）: チェ・ジョンウン (28歳)

## 生存確認
2011年10月24日の朝鮮日報は、副操縦士チェ・ソクマンと乗務員チョン・ギョンスク、ソン・ギョンフィを含む韓国人拉致被害者21人の平壌居住を確認したと報道した
。